# Distretto di Yamuna Nagar
Il distretto di Yamuna Nagar è un distretto dell'Haryana, in India, di 982 369 abitanti. È situato nella divisione di Ambala e il suo capoluogo è Yamuna Nagar.